# Max Erler

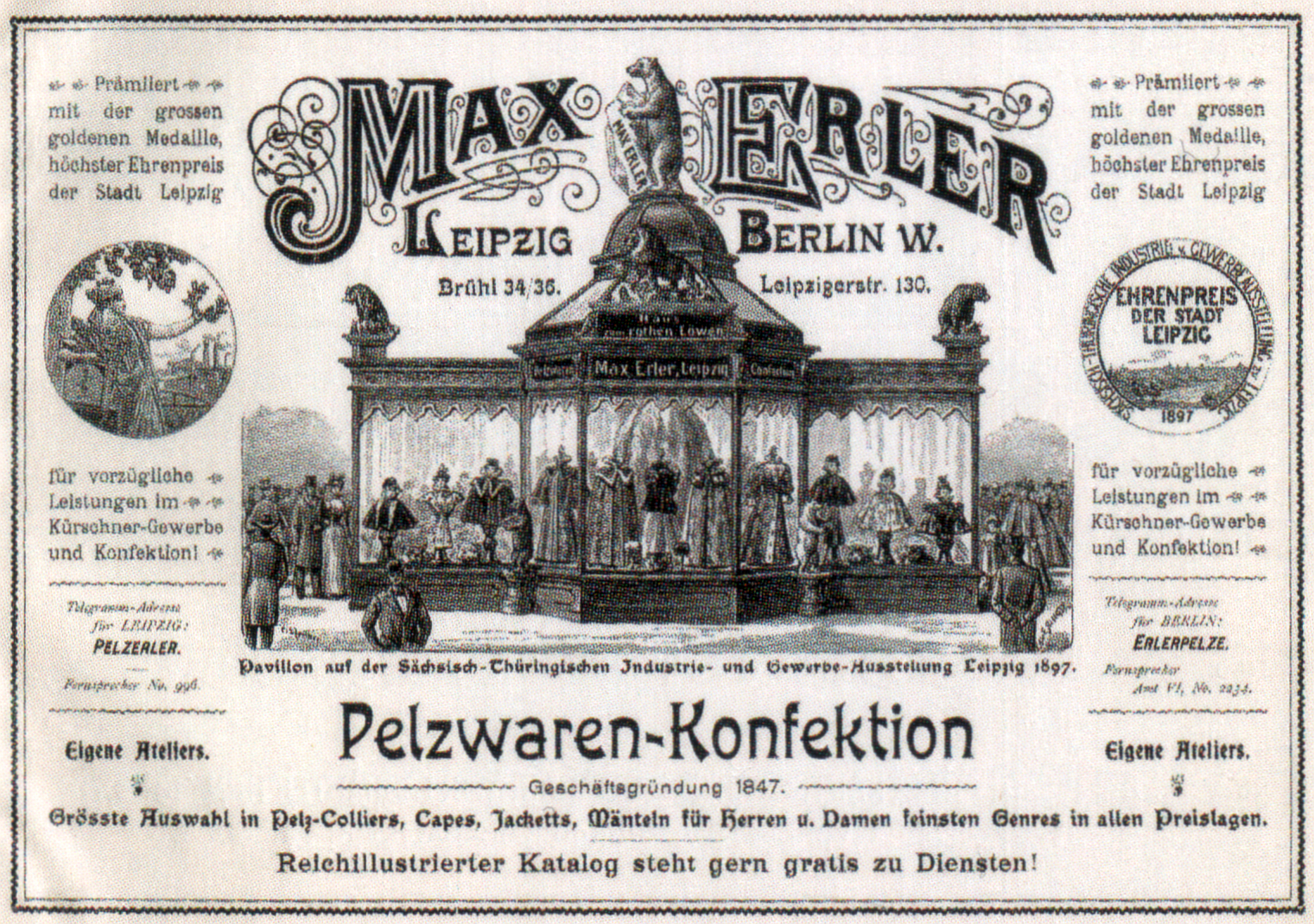
Pavillon auf der Sächsisch-Thüringischen Industrie- und Gewerbeausstellung Leipzig 1897 8. Firmenanzeige.

Das Pelzwaren-Konfektionshaus Max Erler war eines der führenden Pelzhäuser Leipzigs. Es war Hoflieferant von mehreren Fürstenhäusern.
Die Geschäftsadressen für Leipzig waren zeitweilig Grimmaische Straße Nr. 21 und Brühl 34–36 („Haus zum roten Löwen“, auch bis Hausnummer 40), in Berlin Leipzigerstraße 130 (1897) und Kantstraße 13III (1915).

## Geschichte
Das Unternehmen ging aus der 1847 gegründeten Firma Alfred Erler hervor, das Jahr, das auch für die Geschäftsgründung angegeben wurde. Alfred Erler wurde 1933 zum Vorsitzenden zur „Behandlung der internationalen Zahlungsbedingungen“ im Rahmen des Ersten Weltpelzkongresses 1933 berufen und war Mitglied der Kommission zur Gründung des Internationalen Verbandes der Pelzindustrien, der Fédération Internationale de le Fourrure, unter dem Vorsitz von Paul Hollender.
Die Inhaber begannen als Kürschner und erweiterten ihren Geschäftsbereich hin zum Rauchwarenhandel (Pelzgroßhandel). Max Erler, einer der vier Söhne des Pelzveredlers Friedrich Erler, führte die Pelzfabrikation weiter, der Geschäftszweig des Großhandels ging an Paul Erler (* 7. Oktober 1853 in Leipzig; † 2. März 1937) über. Der Bruder Otto Erler wurde ebenfalls Kürschnermeister, der jüngste, Karl Erler, war später in München ein geschätzter Musikprofessor.
Das Angebot der Firma Max Erler umfasste vor allem den hochwertigen Bereich. Jährlich erschien ein „künstlerisch ausgestatteter Prachtkatalog“ des „feinsten Genres in allen Preislagen“. Abgebildet waren Pelzmäntel, pelzgefütterte und pelzbesetzte Kleidung für Damen und Herren, Jacken, Capes, Schals und Muffe in verschiedensten kostbaren Pelzarten, wie Marder, Hermelin, Feh, Edelfüchse und Breitschwanz. Preiswertere Modelle waren beispielsweise aus gefärbtem Rotfuchs oder aus „Bisam electric“, dem gefärbten und geschorenen Bisamfell.
Während des Ersten Weltkrieges bot das Unternehmen „feldpostmäßig verpackt“ an, „pelzgefütterte Unterzieh-Westen mit Ärmel für Offizier u. Mannschaften“ sowie „fertige Pelzfutter mit Ärmeln, unter dem Uniform-Mantel zu tragen“.
Eine Spezialabteilung befasste sich mit der Präparation von Tieren einschließlich Vögeln. Auch die Jäger konnten sich ihre Jagdbeute hier naturalisieren lassen.
Neben dem Detailgeschäft mit Pelzkonfektion war die Firma Max Erler im Rauchwarenhandel mit Fellen tätig. Im April 1914 veröffentlichte der Verein deutscher Kürschner eine Liste der Rauchwarenhändler die zugesagt hatten, künftig nicht an Privatleute zu verkaufen. Darunter wurde auch Max Erler, Brühl 34/40, mit aufgeführt.
Der Eintrag im Leipziger Adressbuch von 1913 nannte inzwischen als Inhaberin die Witwe Johanne Marie Erler, unter der Adresse Max Erler, kgl. Sächsischer Hoflieferant, Pelzwaren-, Konfektion- und Rauchwarenhandlung, Brühl 34–40, souterrrain, I. und IV.-VI. Stock. Umfänglich ausgewiesen wird das Unternehmen dort als „Hoflieferantin Ihr. Kgl. Hoh. Prinzessin Mathilde, Herzogin z. Sachsen, ihrer Kaiserl. u. Kgl. Hoh. der Frau Herzogin Marie v. Sachsen-Koburg u. Gotha u. Ihr. Hoh. der Erbprinzessin Leopold von Anhalt, Curt Quedenfeld, Kgl. Sächs. Hoflief. u. Hoflieferant Ihr. Kgl. Hoh. d. Prinzessin Mathilde, Herzogin zu Sachsen u. Kgl. Sächs. Hoflief., Johannes Erler“.
Im Leipziger Adressbuch von 1915 ist für Berlin, Kantstraße 13, allerdings nur in der dritten Etage, Curt Quedenfeld eingetragen. 1924 steht unter der Leipziger Adresse, als Inhaberin noch die Wwe. Johanne Erler und zusätzlich Curt Quedenfeld. Quedenfeld war Mitglied des Hauptausschusses des Reichsbundes deutscher Kürschner. Für das Jahr 1929 wird die Beteiligung von Quedenfeld an den Vorbereitungen zur Internationalen Pelzfach-Ausstellung - IPA erwähnt, die im Jahr 1933 durchgeführt wurde.
Im Adressbuch von 1935 lautet der, jetzt verkürzte, Eintrag Max Erler, Grimmaische Straße 192. In den Kriegsjahren 1940 wird dann, bis 1941 unter derselben Adresse, einschränkend die 2. Etage angegeben. 1942 wechselt die Anschrift zur Fockestraße 23 parterre, ein reines Wohnhaus. Im frühesten online verfügbaren Leipziger Nachkriegsadressbuch von 1948 ist die Firma Max Erler nicht mehr aufgeführt.

Pelzfutter in einem Katalog des Jahres 1900
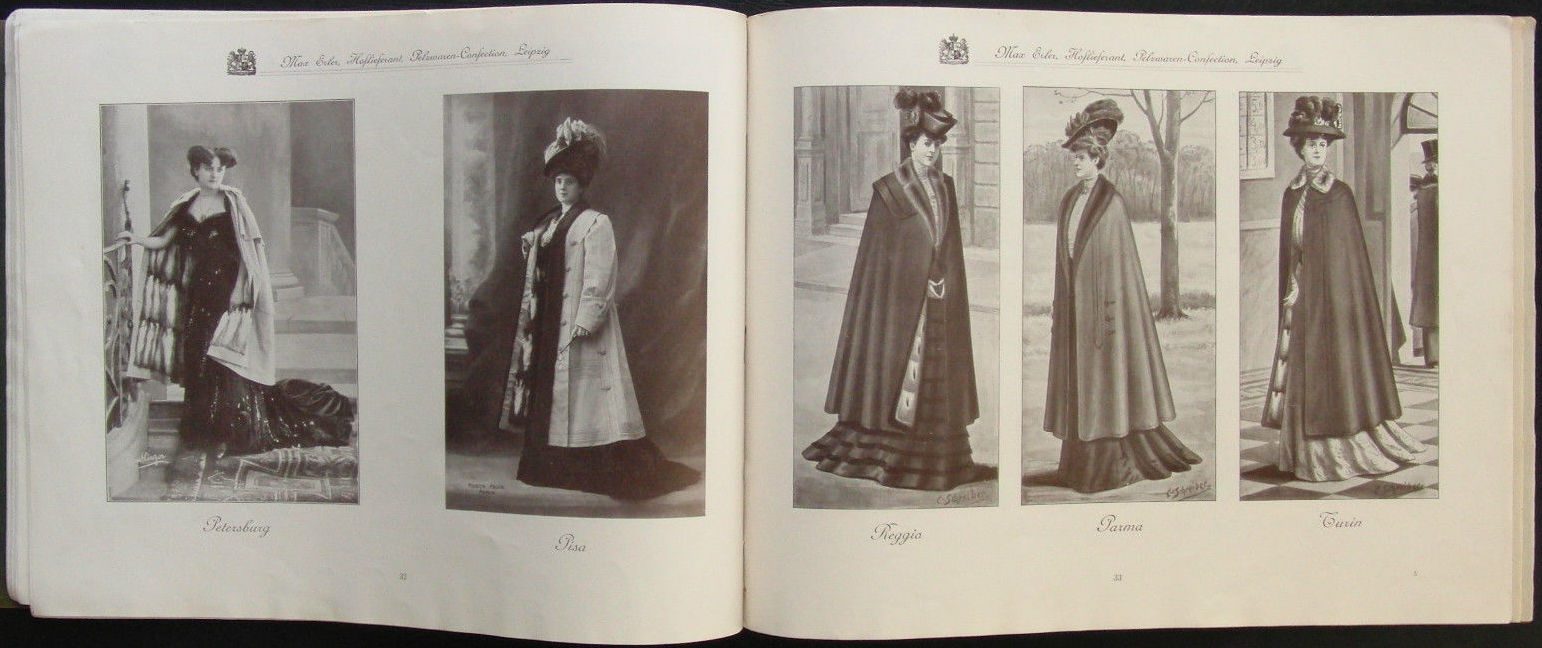

## Weitere Pelzunternehmen „Erler“
Mitglieder der Familie Erler gründeten weitere Unternehmen in der Pelzbranche:
- Friedr. Erler (gegründet 1874). Die nach dem Gründer Friedrich Erler (1820–1898) in Leipzig benannte Pelz- und Rauchwarenhandlung gehörte zusammen mit dem Rauchwarenunternehmen Thorer zu den bedeutendsten Firmen der deutschen Pelzbranche und bis zum Zweiten Weltkrieg zu den größten Steuerzahlern der Stadt Leipzig.

- Hugo Erler, Leipzig, Reichsstraße 29–34.1938[16] Rauchwarenhandel.

- Hugo Erler & Co. Leipzig, Brühl 37–39.1922 Rauchwaren- und Fellhandlung, „Spezialität: Katzen und Kanin, rohe, zugerichtete und gefärbte“. Auch „Vertretung guter auswärtiger Firmen“.[17]

- Otto Erler, Leipzig, Brühl 65.1928.[18] Kürschnerei, Rauchwarenhandel. Die Vertretung für Berlin übernahm 1888 Anselm Schapiro.[19]

- Rudolf Erler (* 1877; † 16. März 1931).[2]